# Беляви (гміна Накло-над-Нотецем)
Беляви (пол. Bielawy) — село в Польщі, у гміні Накло-над-Нотецем Накельського повіту Куявсько-Поморського воєводства.
Населення — 146 осіб (2011).
У 1975-1998 роках село належало до Бидгощського воєводства.

## Демографія
Демографічна структура станом на 31 березня 2011 року:
|          | Загалом | Допрацездатний вік | Працездатний вік | Постпрацездатний вік |
| -------- | ------- | ------------------ | ---------------- | -------------------- |
| Чоловіки | 64      | 15                 | 45               | 4                    |
| Жінки    | 82      | 20                 | 48               | 14                   |
| Разом    | 146     | 35                 | 93               | 18                   |